# 尼御前岬

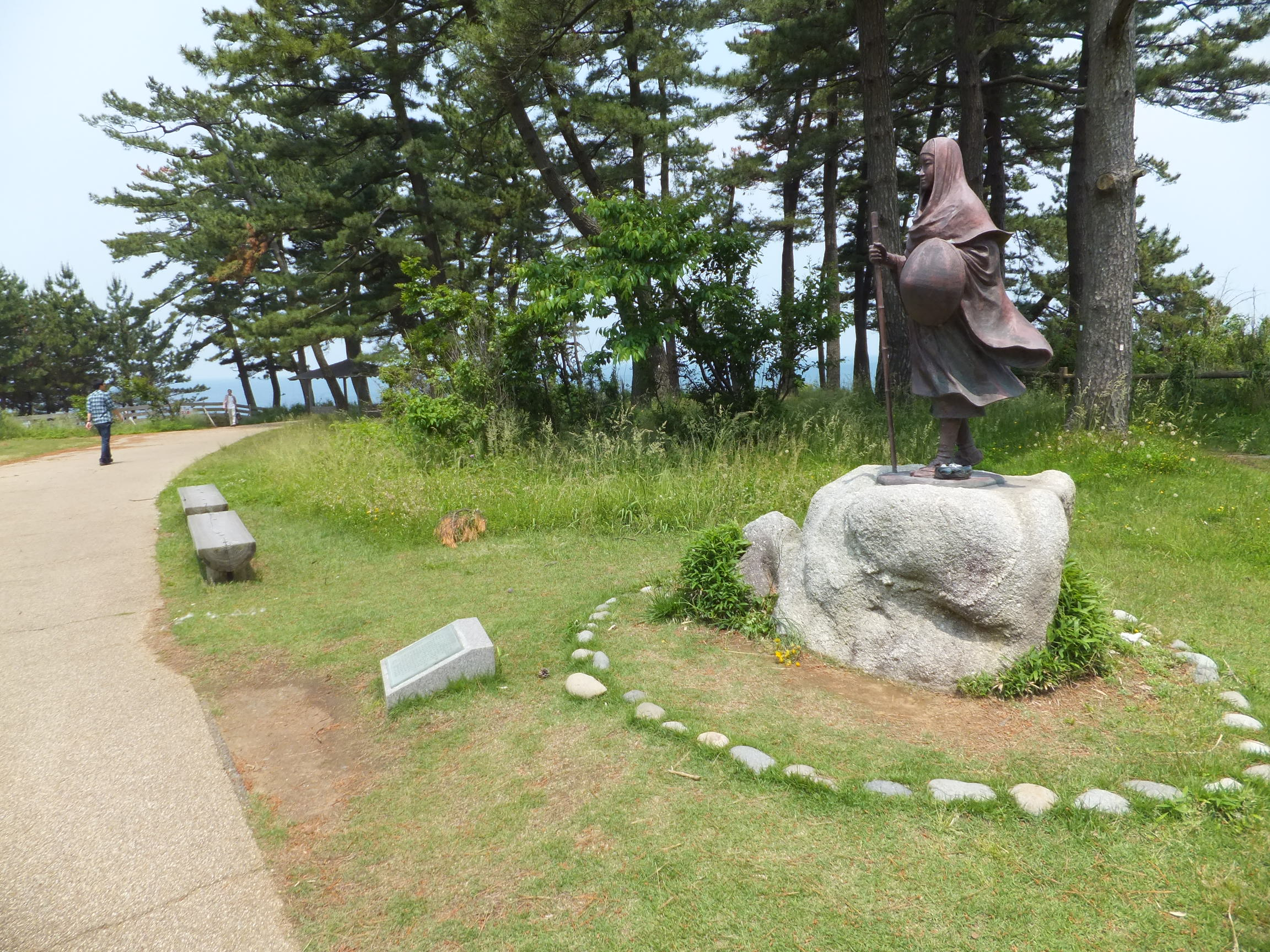
尼御前像

尼御前岬（あまごぜんみさき）は、石川県加賀市美岬町にある、日本海に面した岬である。越前加賀海岸国定公園内にあり、海食台と断崖からなる奇勝で知られる。

## 名の由来
江沼郡誌によると古くは「尼子瀬」とも書き、あまごせと読ませた。かつて、源義経が都落ちで奥州に向かった際に、従女の一人が安宅の関の厳しさを知り、主君の安泰を祈り自ら身を投げたとの言い伝えがある。

## 地質
新生代新第三紀鮮新世に形成された尼御前凝灰質互層と、その上位に不整合に重なる低位段丘堆積からなる。淡緑灰色ないし灰白色の凝灰岩が海岸侵食を受け独特な景観を創り出している。

## 周囲
東は篠原海岸～安宅の関、西は橋立漁港～加佐ノ岬辺りまでの眺望が望める。ここから橋立漁港にかけての砂浜は、夏には海水浴場として賑わう。周囲にはアジサイの群落がある。北陸本線加賀温泉駅からは観光周遊バスキャン・バス（海まわり線）が運行されており、北陸自動車道新潟方面行きの尼御前サービスエリアからは歩行者道が通じている。